# 11. п. н. е.
11. п. н. е. била је или обична година која почиње у понедјељак или уторак или преступна година која почиње у недјељу, понедјељак или уторак јулијанског календара и обична година која почиње у суботу по пролептичком јулијанском календару. У то вријеме је била позната као година конзулства Туберона и Максима (или, ређе, година 743. Ab urbe condita). Деноминација 11. п. н. е. за ову годину се користи од раног средњег вијека, када је календарска ера Anno Domini постала преовлађујући метод у Европи за именовање година.

## Догађаји
- Квинт Елије Туберон и Павле Фабије Максим су римски конзули.[1]
- Римске снаге под командом Августовог полусина Друза Старијега су поразили германске снаге у бици код ријеке Лупије.[2]
- Римске снаге под командом Августовог посинка Нерона Клаудија Друза одбиле су германску засjеду у бици код Арбала.[3]